# PCL-09
PCL-09 ist eine 122-mm-Haubitze auf Selbstfahrlafette aus chinesischer Produktion. Die Exportversion wird CS/SH1 und SH3 bezeichnet.

## Entwicklungsgeschichte
Entwickelt wurde die Selbstfahrlafette von PolyTechnologies of China. Produziert und vermarktet wird sie vom chinesische Staatskonzern Norinco. Das System wurde erstmals 2010 der Öffentlichkeit vorgestellt. Das Waffensystem wurde im Zuge der Neuorientierung der Volksbefreiungsarmee in Richtung leichterer und mobilerer Kräfte entwickelt.

## Technik

### Fahrzeug
Das Fahrzeug beruht auf dem dreiachsigen Militärlastwagen Shaanxi SX2150 mit der Antriebsformel 6×6. Die PLC-09 wiegt in gefechtsbereitem Zustand rund 16,5 Tonnen. Das Fahrzeug verfügt über einen Dieselmotor mit einer Leistung von rund 209 kW und erreicht eine Marschgeschwindigkeit auf der Straße von 85 km/h. Der Fahrbereich beträgt rund 600 km. Das Fahrzeug kann Steigungen von rund 60 % überwinden. Die maximal zulässige Querneigung liegt bei rund 30 %. Das Fahrzeug kann Gewässer bis zu rund 1,2 m Tiefe und vertikale Hindernisse mit einer Höhe von 60 cm überwinden. Das Waffensystem verfügt über ein Navigationssystem, welches das Navigationssatellitensystem Beidou nutzt. Weiter ist eine computerisierte Feuerleitanlage verbaut, welche Zielinformationen und Feueraufträge vom Kommandofahrzeug der Batterie erhält. Die PLC-09 kann aus der Fahrt innerhalb rund zweieinhalb Minuten den Feuerkampf aufnehmen. Nach Beendigung des Feuerauftrages kann innerhalb derselben Zeit die Stellung wieder verlassen werden. Die Besatzung der Selbstfahrlafette besteht aus fünf Mann.

### Geschütz und Munition
Verwendet wird das Geschütz Typ 96 / PL-96 welches auf der sowjetischen D-30 Haubitze im Kaliber 122 mm basiert. Optional kann das Geschütz hinter dem Verschlussblock mit einem halbautomatischen Ladesystem ausgerüstet werden. Kurzzeitig ist eine Schussfolge von sechs bis acht Schuss pro Minute möglich. Danach muss die Schussfolge, infolge der thermischen Beanspruchung des Geschützrohres reduziert werden.
Die PLC-09 kann 40 Schuss Bereitschaftsmunition mitführen. Verwendet wird halbgetrennte Munition mit Kartuschen aus Messing. Die Kartuschen werden vor dem Ladevorgang mit Treibladungsbeuteln bestückt. Beim Ladevorgang wird die beladene Kartusche auf das Geschoss aufgesteckt. Für die PLC-09 steht eine breite Munitionspalette zur Verfügung da sie sowohl Munition aus der Sowjetunion, Russland, der Volksrepublik China sowie weiteren Produzenten verwenden kann. Von Norinco wird folgende Munition für die PLC-09 angeboten.
| Name       | Geschosstyp                         | Gewicht | Füllung                        | {\displaystyle v_{0}} | Schussdistanz |
| ---------- | ----------------------------------- | ------- | ------------------------------ | --------------------- | ------------- |
| HE         | Sprenggranate                       | 21,7 kg | 3,5 kg TNT                     | unbek.                | 15,2 km       |
| ERFB/HB    | ERFB-Geschoss                       | 21,8 kg | 3,4 kg TNT                     | 725 m/s               | 18,6 km       |
| ERFB/BB    | ERFB-Geschoss mit Base Bleed        | 22,2 kg | TNT                            | 730 m/s               | 22,2 km       |
| ICM        | Cargogeschoss                       | 21,8 kg | 30 Typ-81-Hohlladungs-Bomblets | 655 m/s               | 17 km         |
| ERFB/BB-RA | ERFB/BB-Geschoss mit Raketenantrieb | unbek.  | TNT                            | unbek.                | 27 km         |

## Nutzerstaaten
- Kambodscha – 12[6]
- Laos – unbekannte Anzahl[1]
- Ruanda – 6[7]
- Volksrepublik China – 300[8]